# Две судьбы
«Две судьбы» — российский телесериал 2002—2008 годов, снятый режиссёрами Владимиром Краснопольским и Валерием Усковым по одноимённым книгам Семёна Малкова.
Насчитывает 56 серий. Производство компаний «Телефильм» и «Народное кино» по заказу Правительства Москвы. Музыку написал композитор Владимир Комаров, песни исполнили Татьяна Рузавина и Сергей Таюшев («Ты помнишь ночь»); Наталья Сидорцова и Владимир Дыбский («Любовь нельзя терять»). Издание на 4 DVD (5-я зона) и на 6 VHS последовало в 2003 году, издатель: «Первая видеокомпания».
Сериал состоит из четырёх сезонов:
- 1-й сезон — «Две судьбы» (2002, 20 серий);
- 2-й сезон — «Две судьбы. Голубая кровь» (2004, 14 серий);
- 3-й сезон — «Две судьбы. Золотая клетка» (2005, 10 серий);
- 4-й сезон — «Две судьбы. Новая жизнь» (2008, 12 серий).

Планировалось также проведение съёмок пятого сезона по книге Малкова под названием «Две судьбы. Похищение» (книга вышла в 2010-м году). Проект не был реализован.

## Две судьбы

### Сюжет
Шестидесятые годы. Две деревенские подруги, Вера и Лида, мечтают выйти замуж, уехать в Москву. У Веры уже есть ухажёр, местный член сельсовета Иван, но она знакомится с аспирантом Степаном, приехавшим из Москвы на практику, между ними возникает любовь. Лида, завистливая и расчётливая, тоже влюблённая в москвича, подставляет подругу, в результате Степан бросает Веру, не выяснив обстоятельств. В отчаянии Вера, ждавшая ребёнка от возлюбленного, выходит замуж за Ивана и уезжает впоследствии с ним в Москву. Лида также едет в Москву к Степану, они женятся. У обеих пар вскоре рождаются дочери.
Спустя 5 лет судьбы семей снова пересекаются, так как дочери бывших подруг ходят в один детский садик, в котором Лидия работает заведующей. Вера с мужем живут в достатке, Иван продвигается по партийной линии, занимает значимый пост. Лидия со Степаном живут намного скромнее, его не интересуют чужие лавры, и он с головой уходит в научную деятельность. Вскоре муж для Лиды становится пустым местом, у неё появляется любовник Василий. Лида догадывается, что Света — дочь Степана, она начинает шантажировать этим Веру, и за молчание требует выхлопотать ей отдельную квартиру. Вскоре Лидия уходит от Степана, забрав дочь.
Спустя ещё 15 лет Надежда — чемпионка по плаванию — спасает Светлану из тонущей лодки. Они становятся подругами, своевременно вспоминая, что дружили в детстве. Света получает музыкальное образование и встречается с потомком семьи военных Михаилом Юсуповым, но в неё влюблен сокурсник Марк. Надежда же влюблена в спортсмена Константина, но из-за своей ветрености и постоянных подстреканий матери «удачно выйти замуж» связывает свою судьбу с сыном партийного работника Олегом, которого не любит. Любовник Лиды, Василий, внезапно умирает, сама она начинает выпивать от тоски и одиночества. На свадьбе дочери Степан узнаёт от пьяной Лиды секрет Веры, он решает выяснить всё сам и встречается с ней. Вера подтверждает, что Светлана — его дочь. Надежда с мужем уезжает в Париж, Светлана провожает Михаила в Афганистан (его как военного юриста отправляют по работе). В чужой стране Миша пропадает без вести, а Светлана после единственной ночи с ним перед отъездом остаётся в положении. Вскоре у неё рождается сын — Петя, и мать Михаила перед смертью передаёт Свете семейные драгоценности Юсуповых. Светлана узнаёт, что за неё в театре хлопочет Марк, и сначала отвергает его. Но Марку через некоторое время приходит письмо от Миши, и он, понимая, что тот попал в плен к душманам, сжигает письмо, солгав Свете о смерти Миши. В безвыходной ситуации Светлана всё-таки выходит за Марка замуж.
Наступают 1990-е, и Ивана под видом самоубийства убирают с партийной верхушки. Светлана с Марком растят сына. Надежда замужем за Олегом ведёт распутную, но печальную жизнь, не видя в нём мужчины. Вскоре они разводятся, и она возвращается в Россию. Лидия, будучи в подпитии, кончает жизнь самоубийством. Вера и Степан после долгих раздумий решают жить вместе, огонь любви не смог погаснуть в обоих сердцах. Находится Михаил, он приезжает в Москву и встречается с Марком. Марк скрывает, что у Миши есть сын от Светланы. Миша уезжает в Сибирь. Надежда случайно знакомится с богатым бизнесменом Борисом Бутусовым. Готовясь выйти за него замуж, она неожиданно встречает свою первую любовь — Константина. Бутусов, узнав об измене, жестоко расправляется с обоими. Не справившись с собственной ложью, вызванной любовью к Свете, Марк вскоре понимает, что отношения не взаимны, и вскрывает себе вены. Михаил узнает, что у него есть сын, и возвращается в Москву, однако попадает в больницу вследствие теракта. Света навещает Мишу, и постепенно восстанавливает в нём доверие. Вскоре они становятся одной семьёй.

### В ролях
- Анжелика Вольская — Лидия Деяшкина, подруга Веры.
- Александр Ефимов — Михаил Юсупов, единственная любовь Светланы Григорьевой.
- Нелли Пшённая — Ольга Матвеевна Юсупова, мать Михаила Юсупова.
- Вячеслав Кулаков — Олег Хлебников, муж Надежды Розановой.
- Мария Куликова — Надежда Степановна Розанова, дочь Степана и Лидии Розановых.
- Алексей Маклаков — Василий Чайкин, любовник Лидии.
- Денис Матросов — Вадим, друг Олега Хлебникова.
- Александр Мохов — Иван Кузьмич Григорьев, муж Веры.
- Ольга Понизова — Светлана Ивановна Григорьева, дочь Степана и Веры.
- Мария Сигал — Надежда Розанова в детстве.
- Екатерина Семёнова — Вера, подруга Лиды, единственная любовь Степана Розанова.
- Тамара Сёмина — тётя Дуся, тётя Веры и Варвары.
- Ольга Спиридонова — Варвара Никитина, младшая сестра Веры.
- Даниил Спиваковский — Марк, пианист, лучший друг Михаила Юсупова.
- Владимир Самойлов (III) — Пётр Юсупов, сын Михаила и Светланы Юсуповых.
- Андрей Черешнев — Пётр Юсупов — 4 месяца.
- Денис Николаенко — Пётр Юсупов — 5 лет.
- Нателла Третьякова — Елена Борисовна, воспитательница в детском саду.
- Ян Цапник — Игорь.
- Дмитрий Щербина — Степан Розанов, единственная любовь Веры.
- Владимир Яканин — Николай Егорович Кузьмичёв, дядя Олега Хлебникова.
- Людмила Артемьева — Жанна.
- Андрей Чернышов — Константин Уколов, возлюбленный Надежды Розановой.
- Анна Легчилова — профорг из Иваново.
- Александр Самойлов — Борис Бутусов, бизнесмен.
- Егор Баринов — Сергей, помощник Бориса Бутусова.
- Ангелина Чернова — Анжела.
- Любовь Омельченко — Степанида, Гарпина.
- Галина Летушова — Раиса, домработница Хлебниковых.
- Борис Химичев — Шитов, любовник Надежды Розановой.
- Александр Дерябин — отец Олега Хлебникова.
- Григорий Дунаев — Никитин — врач, муж Варвары Никитиной.
- Виктор Запорожский — секретарь парткома.
- Леонид Зверинцев — Илья Фёдорович.
- Виталий Зикора — Алексей Григорьевич.
- Алексей Крыченков — директор совхоза.
- Алексей Паламарчук — Павел.

## Две судьбы. Голубая кровь
2-й сезон телесериала «Две судьбы», являющийся его продолжением, снятый в 2004 году. Создан ООО «Компания „Телефильм“» по заказу «Первого канала». Авторы сценария: Мария Ладо и Семён Малков. В том же году был издан на 4 DVD и на 4 VHS «Первой видеокомпанией».

### Сюжет
Бутусов понимает, что прокололся с убийством дочки профессора Розанова Надежды, и велит сподручникам привести женщину, похожую на Надю как две капли воды, которую бандиты находят в одном из борделей Москвы. Девушку по имени Оксана Горленко, отправляют её к бразильскому наркобарону и шантажом заставляют ту выдать себя за неё Степану, отправив «отцу» телеграмму из Бразилии. Тем временем Михаил Юсупов, устроившийся работать в органы по возвращении из Сибири, заводит уголовное дело на самого Бутусова. Он подсаживает в машину к одному из сподручников Бутусова своего человека, но дело заходит в тупик, когда узнаётся, что «Надежда» найдена и проживает в Рио-де-Жанейро. На Оксану же сваливается куча проблем. Старый патрон делает из девушки рабыню, пользуется ей как хочет, зная, что в полицию она обратиться не сможет. Она решается на побег и устраивается работать уборщицей в туркафе, где русский турист помогает ей вернуться в Москву. В Шереметьево Оксану совершенно случайно замечает бывший муж Надежды Олег Хлебников, принимая её за Надю. Он отвозит Оксану в Мытищи, где вскоре понимает, что обознался: в доме Горленко живут мать Оксаны и её сын Митя. Позже он рассказывает об этом Михаилу, у которого появляется возможность довести дело до конца. Но об этом узнают и люди Бутусова. Они приезжают ночью, сжигают дом и похищают Оксану, оставив в живых лишь сына. Олег первым узнаёт о похищении и забирает Митю к себе домой. Михаил возобновляет дело и выходит на коттедж Бутусова, в котором находят труп Нади. Он предлагает Бутусову ва-банк: закрытие всех дел в обмен на показания об убийстве Надежды Розановой. Бутусов меняет свою фамилию и вместе с якобы женой Оксаной покидает Россию. Семья Розановых переживает смерть Нади, но грустное событие вскоре сменяется радостным: у Михаила рождается двойня, и девочкам-близняшкам дают имена Надя и Оля. Митя дружит с сыном Юсупова Петей, ребята находят много общего. Олег, поняв, что Оксана уехала ради сына, решает оформить опекунство над Митей. Детей отдают в секцию по дзюдо, куда они ходят вместе на протяжении десяти лет.
Теперь Пётр Юсупов — студент геофака Горного института, вместе с ним учится поступивший по блату сын банкира Кирилл Слепнёв — сибарит, которому безразлично образование. Одновременно узнаётся судьба семьи Волошиных: Василия, Анны и их взрослой дочери Дарьи. Петя занят учёбой, ему не до девушек и не до вечеринок, тем более, что в какой-то момент, он, всё-таки согласившись прийти на вечеринку одной сокурсницы, застаёт там Кирилла за употреблением кокаина. Кирилл, в свою очередь, приглашает Юсупова к себе на семейный ужин и представляет его родителям. Отец предлагает Кириллу брать пример с Петра. Наркоделец и приятель Кирилла Алик (Альберт Кимович Лещук) случайно знакомится с Дашей Волошиной в одной из художественных галерей. Он знакомит её с Кириллом. Позже Кирилл приглашает к себе домой Дашу, туда же приходит и Петя. Между ними возникает любовь с первого взгляда. Алик способствует трудоустройству Даши в модельном агентстве. Петя приглашает Дашу к себе домой и знакомит со своими родителями. Алик сообщает Кириллу об их отношениях, и Кирилл решает во что бы то ни стало «заполучить» Дашу. Тем временем на родину возвращается Оксана, которая приходит домой к матери Олега и просит разговора с Дмитрием. Мать категорически отказывает, и говорит, что Митю ей больше не отдаст. К тому же Митя ушёл служить во флот по призыву.
Дашей интересуются модельеры Парижа и предлагают ей там работу. Но Даша не может бросить Юсупова, несмотря на то, что он не относится к идее отрицательно. Даша приглашает Петю к себе домой для знакомства с родителями, но они оказываются одни и проводят ночь вместе. Тем временем подруга Кирилла по настоянию своего любовника Руслана Ашимова, с которым у Кирилла случился конфликт, подбрасывает Слепнёву в сумку пачку кокаина. Кирилл, обнаружив это, перекладывает кокаин в сумку Петра.  Отец Кирилла узнаёт, что сын подставил Юсупова, и давит на него, чтобы тот рассказал правду. Именно по его наставлению Петю оставляют в институте. Петя ищет разговора с Дашей, постоянно названивает ей. Она же внезапно решается на поездку в Париж. Кирилл приглашает Петра отдохнуть вместе на Кипре. Даша, вернувшись из Парижа, узнаёт номер рейса, и встречает Петра в аэропорту. Пётр делает девушке предложение. Даша верит намерениям Пети, и они вместе возвращаются в Москву. Михаил, поверив лжи Кирилла о Даше, категорически против скоропалительной свадьбы. Зато родители Даши дают своё согласие. Петя обращается за помощью к своим дедушке с бабушкой, и Степан настоятельно просит Михаила уступить. Юсупов же старший пытается оправдать своё решение учёбой сына на геофаке, а Вера напоминает Степану про их собственные юношеские отношения. Кирилл решается на новый план: напоить Дашу снотворным, а после раздеть и уложить в постель, инсценируя тем самым измену перед Петром. Он приглашает Дашу на свой день рождения.
Кирилл готовится к вечеринке, на которой всё-таки приводит в действие свой план. Дело заканчивается полной ссорой Пети и Даши. Сама она ничего не помнит, и пытается поговорить с Петром, но тот не хочет с ней разговаривать. К Пете Юсупову из армии приезжает друг детства Митяй. Петя рассказывает ему про свои отношения с Дашей. Пётр с Митяем напиваются. Митяй советует Пете забыть Дашу. Вместе они решают уехать в тайгу к родственнику Волошиных Фомичу, чтобы поработать там старателями на золотом прииске. Кирилл же пользуется моментом и приходит свататься к родителям Даши. Пётр решает в последний раз прийти к Даше, но видит, как та садится в машину Слепнёва. В результате разговор не состоится, и друзья уезжают на Алтай.

### В ролях
- Екатерина Семёнова — Вера Розанова[2]
- Дмитрий Щербина — Степан Розанов, известный ученый-педагог, заведующий кафедрой в МГУ, д.пед.н., профессор
- Ольга Понизова, Мария Аниканова — Светлана Юсупова, артистка музыкального театра, участница мюзиклов
- Мария Куликова — Оксана Горленко, мать Дмитрия Горленко
- Александр Ефимов, Степан Старчиков — Михаил Юсупов, директор детективо-охранного агентства
- Анатолий Руденко — Пётр Юсупов, сын Михаила и Светланы Юсуповых
- Анна Горшкова — Дарья Волошина, невеста, жена Петра Юсуповa
- Александр Самойлов — Борис Бутусов
- Анатолий Смиранин — Кирилл Слепнёв, однокурсник Петра Юсупова
- Владимир Самойлов (III) — Пётр Юсупов в детстве
- Андрей Смоляков — Альберт Лещук, знакомый Кирилла Слепнёва
- Виктор Степанов
- Всеволод Шиловский — Виталий Михеевич Слепнёв, отец Кирилла Слепнёва
- Галина Летушова — Раиса, бывшая домработница Хлебниковых, театральная актриса
- Анатолий Равикович — Лев Ефимович Яневич
- Юрий Назаров — Фомич, дедушка Дарьи Волошиной
- Дарья Михайлова — Анна Волошина, мать Дарьи Волошиной
- Сергей Плотников — Василий Волошин, отец Дарьи Волошиной
- Егор Баринов — Сергей, помощник Бориса Бутусова
- Эдуард Флёров — Игорь, водитель Бориса Бутусова
- Александр Самойленко — Гарик, директор модельного агентства
- Артём Каминский — Артём
- Корней Макаров — Дмитрий Горленко в детстве
- Игорь Ильин — Егор Коренев ("Валет"), помощник Бутусова
- Виктор Борцов — Савва Афанасьевич, ректор Московского государственного горного университета
- Алексей Салпанов — Виктор Сальников, лучший друг Михаила Юсупова
- Владимир Литвинов — Ланской
- Вячеслав Кулаков — Олег Хлебников, бывший муж Надежды Розановой
- Елена Кузьмина
- Алина Цибизова — Дарья Волошина в детстве
- Андрей Фролов — Дмитрий Горленко, сын Оксаны Горленко
- Павел Галич — Иннокентий
- Владимир Яглыч — однокурсник Петра Юсупова
- Наталья Гончарова — Любовь Слепнёва, жена Виталия Слепнёва, мать Кирилла Слепнёва
- Алексей Шкатов — Никита, массажист, любовник Любови Слепнёвой
- Евгения Лютая — Марина, однокурсница Петра Юсупова
- Анна Иванова — Ольга Юсупова, дочь Михаила и Светланы Юсуповых
- Полина Иванова — Надежда Юсупова, дочь Михаила и Светланы Юсуповых
- Александр Клюквин — Зимовец, юрист Виталия Слепнёва
- Игорь Тарадайкин — Руденко, офицер Черноморского флота
- Пётр Кудряшов — Маткевич
- Любовь Германова — судья
- Владис Гольк — киллер
- Николай Лещуков
- Александр Носков — Валера, наркодилер
- Ирина Пулина — Лариса Егоровна Хлебникова, мать Олега Хлебникова
- Борис Химичев — Шитов
- Дмитрий Матвеев
- Татьяна Швыдкова — Зинаида, мать Оксаны Горленко
- Олег Соколовский — Олег  Бурмак
- Давид Степанян — Руслан Ашимов
- Кристина Салех
- Ирина Аверина
- Ольга Прохватыло — содержательница борделя
- Вячеслав Молоков — Юрий Васильевич Кружков, мэр Москвы (прототип — Юрий Лужков)
- Татьяна Митрушина — эпизод

## Две судьбы. Золотая клетка
3-й сезон телесериала «Две судьбы», являющийся его продолжением, снятый в 2005 году.

### Сюжет
Пётр и Дмитрий приезжают к Фомичу на прииск, где также знакомятся с его внучкой Клавой. Вместе с Фомичом Юсупов находит прииск глубоко в горах, но по стечению обстоятельств Фомич умирает, и Пётр должен самостоятельно пройти тайгу, чтобы вернуться назад в деревню. Митяй и Клава находят ослабленного Петю в лесу и приводят его к лесникам. Поняв, что старатели задумали их обокрасть и направить по ложному пути, друзья спешно уходят. Обессиленный Пётр падает в реку, и поток уносит его прочь. Тем временем Дарья продолжает избегать Кирилла и пытаться объясниться с родителями Петра, которые ничего не хотят знать. Тем не менее, её отец Василий, командир МЧС, находит Петра в реке в результате долгих поисков, и спасает его, подняв в вертолёт. Михаил срочно прилетает на Алтай, где знакомится с Василием. Волошин и Юсупов примиряются, Василий рассказывает Михаилу о своих несчастьях, Юсупов обещает помочь реабилитироваться за спасение сына. Пришедший в себя Пётр рассказывает своим друзьям о прииске, и они решают обратиться к знакомому сдельщику Льву Яневичу, с которым познакомились в поезде. Его дочь Юлия влюбляется в Петра при их общей встрече. Яневич соглашается помочь Петру «раскрутить» приисковое дело, но взамен настаивает на отношениях Юсупова со своей дочерью. Дело же оказывается непростым, потому как новоиспечённая фирма тут же попадает под давление некоего «Сибирского соболя», требующего в регионе нереальные налоги. Пётр собирается отказать Яневичу во всём, не соглашаясь на его условия. Тем не менее, положение меняется, когда глава «Соболя» Козырев — он же Бутусов — решается похитить сына Яневича Даниила для шантажа отца.
Оксана Горленко, теперь долголетняя супруга Бутусова, наконец встречается со своим сыном. Но Дмитрий, под впечатлением бабушки, считает, что его мать бросила его ради какого-то толстосума, и не хочет с ней встречаться. Тем не менее его убеждают в важности этой встречи. Оксана решается на отважный поступок: выкрасть из сейфа Бутусова все документы об его прошлом. С её помощью Михаил Юсупов возобновляет старое дело, на сей раз у него достаточно доказательств для шантажа самого Бутусова.Теперь Бутусов сам готов во всём признаться ради того, чтобы избежать расправы «своих», но оказывается поздно.  Михаилу удаётся обезвредить Бутусова и спасти сына Яневича. Тем временем олигархи убивают отца Кирилла Слепнёва, и его мать вскоре уходит жить к своему любовнику, который, недолго думая, обворовывает её и выкидывает вон ни с чем. Кирилл подсаживается на героин и просит Инну встретиться с теперь богатым Петром, прося у него денег.  Деньги идут в основном на проигрыши в казино. Те выигрыши, которые остаются, у Кирилла забирает влиятельная компания. В гневе на всех он приходит к Дарье под воздействием наркотиков, и закатывает той скандал.  Инна приходит к Петру и рассказывает ему о подлости Кирилла.  Пётр, ошеломлённый  этим признанием, нервничает и провоцирует аварию, врезавшись в машину Даши. Юлия сообщает Петру о своей беременности. Пётр, навестив Дашу в больнице, просит прощения, но даёт знать, что им уже не быть вместе, так как он обещал жениться на дочери Яневича, и своего обещания не сдержать не может.
Кирилл находит в тайнике своего дома пистолет отца, и предлагает Альберту убить Юсупова за вознаграждение. Альберт нехотя соглашается на преступление, и соучастники начинают подготовку. Пётр и Юля приезжают в салон за свадебным платьем. Алик из подвала готовится выстрелить, но в последний момент он неловко целится и попадает в Юлю. Девушка гибнет от смертельной раны. При задержании Альберт ссылается на Кирилла, и того вскоре арестовывают как зачинщика убийства Юсупова. Оксана, после гибели Бутусова, примиряется с сыном, который намеревается сделать предложение Клаве. Но будущую судьбу Дмитрия до сих пор не разделяет его неродная бабушка — мать Олега, которая не хочет, чтобы внук женился на провинциалке. Лариса Егоровна не хочет ехать на свадьбу, Пётр привозит к ней в квартиру свою бабушку. Вера Петровна убеждает Ларису поехать на свадьбу, и та, в конце концов, одобряет брак. На свадьбе Пётр обещает помочь селу Фомича материально, восстановив заброшенную церковь на средства с прииска. Оставшиеся деньги он отдаёт Волошиным, так как мать Даши является наследницей Фомича. Через некоторое время он получает письмо от Кирилла, и встречается с ним в СИЗО. Кирилл просит о помощи, Пётр отказывает, обещая, что поможет, как только Кирилл отбудет срок. Заинтересовавшись судьбой отца Дарьи, Михаил Юсупов помогает тому восстановить свои ордена и медали, вместе со званием. Волошин в то же время рассказывает об этом своей дочери, и та приезжает к Петру на работу. Их отношения восстанавливаются, и вскоре пара решает пожениться. На сей раз никто и ничто им уже не препятствует, и вместе с близкими из обеих семей, они приезжают на открытие восстановленного храма.

### В ролях
- Анна Горшкова — Дарья Волошина
- Анатолий Руденко — Пётр Юсупов
- Нина Гогаева — Александра
- Дмитрий Щербина — Степан Алексеевич Розанов
- Екатерина Семёнова — Вера Розанова
- Всеволод Шиловский — Виталий Михеевич Слепнёв, отец Кирилла Слепнёва
- Анатолий Смиранин — Кирилл Слепнёв, однокурсник Петра Юсупова
- Степан Старчиков — Михаил Юсупов
- Мария Аниканова — Светлана Юсупова, заслуженная артистка России, солистка Московского театра «Новая опера»
- Юрий Назаров — Фомич, дедушка Дарьи Волошиной
- Дарья Михайлова — Анна Волошина, мать Дарьи Волошиной
- Сергей Плотников — Василий Волошин, отец Дарьи Волошиной
- Анатолий Равикович — Лев Ефимович Яневич
- Алексей Шкатов — Никита, любовник Любови Слепнёвой
- Наталья Гончарова — Любовь Слепнёва, мать Кирилла Слепнёва
- Александр Самойлов — Борис Бутусов/ Павел Козырев
- Андрей Смоляков — Альберт Лещук, знакомый Кирилла Слепнёва
- Егор Баринов — Сергей, помощник Бориса Бутусова
- Мария Чернова — Клавдия
- Анна Воронова — Мария
- Владимир Литвинов — Ланской
- Филимон Сергеев
- Игорь Арташонов — старатель в геологическом лагере
- Александр Аблязов
- Вячеслав Кулаков — Олег Хлебников
- Юлия Тельпухова — Юлия Яневич, невеста Петра Юсупова
- Василий Краснопольский — Данила Яневич, младший брат Юлии Яневич
- Наталия Потапова — Елена Яневич, мать Юлии и Данилы Яневичей
- Владимир Гусев
- Анна Чурина — Лика, фотомодель
- Александр Клюквин — Зимовец, юрист Виталия Слепнёва
- Владис Гольк — киллер
- Артём Каминский — Артём
- Алексей Салпанов — Виктор Сальников, бывший однокурсник и лучший друг Михаила Юсупова
- Николай Лещуков
- Елена Липская — Инна, однокурсница Петра Юсупова и Кирилла Слепнёва
- Олег Хабалов
- Анна Иванова — Ольга Юсупова
- Полина Иванова — Надежда Юсупова
- Евгения Лютая — Марина, однокурсница Петра Юсупова
- Андрей Фролов — Дмитрий Горленко, сын Оксаны Горленко
- Владимир Яглыч — однокашник Петра Юсупова
- Вячеслав Молоков
- Николай Демченко
- Сергей Макаров — Егор
- Ирина Пулина — Лариса Егоровна Хлебникова, мать Олега Хлебникова
- Зинаида Матросова
- Мария Куликова — Оксана Горленко, мать Дмитрия Горленко
- Олег Соколовский — Олег Бурмак
- Виктор Сергачёв
- Линда Табагари — Мария Зверева

## Две судьбы. Новая жизнь
4-й сезон телесериала «Две судьбы», являющийся его продолжением, снимался и вышел в 2008 году. В отличие от предыдущих сезонов, «Новая жизнь» содержит множество отступлений от романа Малкова «Обман».

### Сюжет
Проходит 5 лет после событий предыдущей части. Супруги Дарья и Пётр теперь живут в Троицке, где Юсупов только что занял ответственный административный пост, и в жизни у них всё ладится. Пётр берётся за восстановление троицкой турбазы «Бодайбо» вместе с другом, но вскоре выясняется, что не всё так просто. В это же время из тюрьмы возвращается отбывший заключение Кирилл Слепнёв и ищет встречи с Петром. По стечению обстоятельств, Юсупов и Горленко задерживаются в долине турбазы на несколько дней, а за Дарьей начинает ухаживать коллега её мужа. Юсупов узнаёт, что часть недвижимости возле турбазы изначально предназначалась для переселения жителей деревни Вербень, но в свете троицких махинаций исчезла из бумаг. Глава городской администрации Колесников, пытаясь «замять» дело, дарит Юсупову ключи от одного из коттеджей. В ответ на это Пётр обращается в прессу, обещая раскрыть дело.
Погибает сокурсница Петра и Кирилла Инна, и на её поминках былые друзья встречаются снова. Слепнёв просит Юсупова помочь с работой, вспоминая его обещание, на что Пётр устраивает Кирилла работать своим ассистентом вопреки разногласиям с Дарьей. Кирилл знакомится с Дмитрием, его женой Клавой, а также с односельчанкой и подругой Клавдии Людмилой (Люсей), по характеру очень похожей на Лидию Розанову — такой же хваткой и дерзкой. Вместе со Слепнёвым Юсупов вникает в изучение дела об изъятом жилье, несмотря на предупреждения Колесникова. В какой-то момент оба попадают в организованную автокатастрофу, из которой Петра спасает Кирилл. Отношение Даши к нему внезапно меняется. Кирилл намекает, что организаторами аварии могут быть люди Колесникова, чего Пётр не исключает. На новогоднем балу Слепнёва знакомят с дочерью мэра Ларисой (Лорой), которая влюбляется в него. Лариса - инвалид с детства из-за шальной пули. Но у Кирилла, как оказывается, уже появилась своя новая любовь.
Вскоре Юсупов обнаруживает, что следы строительных махинаций действительно ведут к самому Колесникову. Он делает Кирилла директором «Бодайбо», а сам с головой уходит в расследование. Кирилл с Люсей уезжают в Москву в командировку, где начинают транжирить бюджет турбазы на роскошь, выпивку и казино. Недолго думая, он рассказывает новой возлюбленной всё о своей прошлой жизни, затем раскрывает секрет — отомстить Юсупову. Обеспокоенная за жизнь своего мужа Дарья никак не берётся сообщить ему о том, что выкидыш случился по её вине - Даша принимала средства для похудения, но скоро тайное всё равно становится явным. У Даши депрессия, её утешает  местная ведунья Варвара. Даша помогает Варе в ателье, и получает от неё в подарок платье. Спустя время Варя умирает от рака, и Даша оплакивает её. 
Тем временем мэр Троицка пытается подкупить окружение Юсупова: он предлагает Кириллу жениться на своей дочери в обмен на сотрудничество против Петра. Кирилл долго колеблется, но всё же соглашается, объявив об этом своей девушке. Слепнёв начинает ухаживать за Лорой. Люся сообщает Кириллу, что у них будет ребёнок, но тот настаивает на аборте. Тогда она, пользуясь моментом, соблазняет Юсупова, а позже шантажирует его чужим ребёнком. Пётр записывает ребёнка Люси на свою фамилию и даёт ему имя Михаил. 
После долгих усилий Петру удаётся закрыть дела Колесникова и вывести того на чистую воду. Колесников, тем не менее, не сдаётся, и посылает сподручников с целью разгромить турбазу. В результате нападения  бабушке Юсупова Вере становится плохо, и она умирает.  Кирилл получает тяжёлое ранение от нанятого Колесниковым убийцы. Лёжа в больнице, он рассказывает пришедшей к нему Лоре, кто на самом деле подстрелил её в детстве, после чего говорит ей, что ненавидит её саму и отца. Когда его навещает Люся, Кирилл убеждает её отдать сына Петру и Дарье.  Люся понимает, что Кирилл любит её, и исполняет его последнее предсмертное желание - вводит в капельницу яд. Людмила прибегает к Петру и сообщает Юсуповым, что маленький Михаил сын Кирилла и просит отдать малыша ей, но получает отказ. Дарья ждёт ребёнка, и вся семья готовится к празднику.

### В ролях
- Анна Горшкова — Дарья Волошина/Юсупова — дочь Василия и Анны Волошиных, жена Петра Юсупова
- Анатолий Руденко — Пётр Юсупов — сын Михаила и Светланы Юсуповых, внук Степана и Веры Розановых, муж Дарьи Юсуповой, лучший друг Дмитрия Горленко, бывший лучший друг Кирилла Слепнёва
- Нина Гогаева — Александра
- Дмитрий Щербина — Степан Алексеевич Розанов — муж Веры Розановой, отец Светланы Юсуповой и Надежды Розановой, дедушка Петра, Ольги и Надежды Юсуповых, российский ученый-педагог, доктор педагогических наук, профессор, член-корреспондент РАН
- Екатерина Семёнова — Вера Петровна Розанова — старшая сестра Варвары Никитиной, жена Степана Розанова, мать Светланы Юсуповой, бабушка Петра, Ольги и Надежды Юсуповых
- Олег Шкловский — Зиновий Павлович - смотрящий в колонии
- Анатолий Смиранин — Кирилл Слепнёв — сын Виталия и Любови Слепнёвых, однокурсник Петра Юсупова и его бывший лучший друг. Кирилл с первого взгляда безответно влюблён в Дарью Юсупову и пытается разрушить помолвку, а затем — брак Даши и Петра Юсуповых. После любовной связи с Людмилой у него родился сын, от которого Кирилл отказался. Он был ранен. Умер в больнице.
- Наталья Гончарова — Любовь Слепнёва — вдова Виталия Слепнёва, мать Кирилла Слепнёва. Она стала бабушкой сына Кирилла и Людмилы.
- Алексей Шкатов — Никита — массажист, любовник Любови Слепнёвой
- Степан Старчиков — Михаил Юсупов — сын Юрия и Ольги Юсуповых, муж Светланы Юсуповой, отец Петра, Ольги и Надежды Юсуповых.
- Мария Аниканова — Светлана Юсупова — дочь Степана и Веры Розановых, единокровная (по отцу) старшая сестра Надежды Розановой, жена Михаила Юсупова, мать Петра, Ольги и Надежды Юсуповых, племянница Варвары Никитиной, актриса театра «Новая опера», заслуженная артистка России
- Анна Иванова — Ольга Юсупова — дочь Михаила и Светланы Юсуповых, сестра Петра и Надежды Юсуповых, внучка Степана и Веры Розановых, также внучка — Юрия и Ольги Юсуповых, племянница Надежды Розановой
- Полина Иванова — Надежда Юсупова — дочь Михаила и Светланы Юсуповых, сестра Петра и Ольги Юсуповых, внучка Степана и Веры Розановых, также внучка — Юрия и Ольги Юсуповых, племянница Надежды Розановой
- Дарья Михайлова — Анна Волошина — жена Василия Волошина, мать Дарьи Волошиной/Юсуповой
- Сергей Плотников — Василий Волошин — муж Анны Волошиной, отец Дарьи Волошиной/ Юсуповой
- Ольга Фадеева — Варвара — целительница
- Любовь Зайцева — Людмила — лучшая подруга Клавдии Горленко. Людмила безответно влюблена в Кирилла Слепнёва, с первого взгляда. Она родила от него сына. Кирилл отказался от их ребёнка, и Люся соблазнила Петра Юсупова и обманом заставила его поверить, что это — его ребёнок.
- Елена Аминова — Регина Станиславовна
- Андрей Фролов — Дмитрий Горленко — сын Оксаны Горленко, внук Зинаиды, приёмный сын Олега Хлебикова и приёмный внук Ларисы Хлебниковой, лучший друг Петра Юсупова, муж Клавдии Горленко. Позднее Клава родила ему сына, и они очень счастливы.
- Елена Липская — Иннa
- Мария Чернова — Клавдия Горленко — жена Дмитрия Горленко, лучшая подруга Людмилы. Позже Клава родила сына от своего мужа, и они очень счастливы.
- Анатолий Кот — Герман Кляйн — иностранец
- Дмитрий Миллер — Григорий «Мальборо»
- Анатолий Равикович — Лев Ефимович Яневич — муж Елены Яневич, отец Юлии и Данилы Яневичей.
- Вячеслав Кулаков — Олег Хлебников — сын Ларисы Хлебниковой, племянник Николая Хлебникова, бывший любовник Раисы, бывший муж Надежды Розановой, бывший однокурсник Михаила Юсупова, работник авиакомпании «Air France», приёмный отец Дмитрия Горленко.
- Ирина Пулина — Лариса Егоровна Хлебникова — вдова, мать Олега Хлебникова, приёмная бабушка Дмитрия Горленко
- Юлия Маврина — Лёля Колесникова — дочь Нонны и Павла Колесниковых, младшая сестра Ларисы Колесниковой
- Юрий Маслак — Эдуард Петрович
- Эдуард Галеев — Харли
- Мария Куликова — Оксана Горленко — дочь Зинаиды, мать Дмитрия Горленко. Позднее она стала бабушкой.
- Владимир Лёд — издатель
- Александр Казаков — Василий Семёнович
- Сева Хованский — Померанцев
- Варвара Андреева — Лариса Колесникова — дочь Нонны и Павла Колесниковых, старшая сестра Лёли Колесниковой
- Евгений Смирнов — Джет
- Юрий Петров - Андрей Платонович Ермилов, чиновник из правительства
- Юрий Осипов - Павел Колесников, губернатор Троицка
- Ольга Битюкова — Нонна Колесникова — жена Павла Колесникова, мать Ларисы и Лёли Колесниковых

## Две судьбы. Похищение
Съёмки 5-го сезона телесериала «Две судьбы» планировалось начать в 2010 году, тем не менее, контракт с автором книги на права распорядителя был расторгнут, в том числе из-за судебной тяжбы. По словам Анатолия Руденко, «не смогли договориться с автором». В 2011 году Усков заявил о возможном восстановлении съёмок, уже по сценарию и постановке на собственной основе, с заменой большинства персонажей (в нём, например, похищают не сестёр-близняшек Петра Юсупова, а будто бы его новорожденную дочь). По окончании 2012 года сценарий Ускова к постановке отменили из-за отсутствия финансирования и неподписания контрактов с большинством ранее согласованных актёров.
Первые эпизоды второго сезона «Две судьбы. Голубая кровь» из-за ограниченности бюджета снимались в квартире родителей исполнительницы роли Оксаны Горленко актрисы Марии Куликовой, эта квартира в стиле 70-х годов подошла для съемок.
До выхода телесериала «Татьянин день» в 2008 году «Две судьбы» считался самым многосерийным проектом, снятым по мотивам повестей Семёна Малкова, и в СМИ часто упоминался как «российская Санта-Барбара».